# Whitmore (Californie)
Whitmore est une census-designated place du comté de Shasta, dans l'État de Californie, aux États-Unis,. En 2020, elle compte une population de 311 habitants.